# Klostergårdens station
Klostergårdens station är en järnvägsstation i Klostergården i sydvästra Lund som öppnades den 10 december 2023. Pendeltågsstationen trafikeras av Pågatågen.
Stationen öppnades i samband med att Trafikverket färdigställde utbyggnaden av fyrspår mellan Arlöv (norr om Malmö) och södra Lund på Södra stambanan. Pågatågen använder de yttersta av de fyra spåren. Stationen ligger i nära anslutning till Klostergårdens IP. Plattformarna är cirka 250 meter långa.

## Historik
Den 4 februari 2020 gav Lunds kommun klartecken för att börja bygga stationen. Bygget av stationen inleddes under sommaren samma år. Kostnaden för bygget samt anpassningar i närmiljön uppskattades av Lunds kommun till mer än 118 miljoner kronor.

### Tidigare hållplats
1942–1976 fanns Källbymölla hållplats, som var belägen något söder om den nuvarande stationen.